# Tu ne mentiras point
Pour plus de détails, voir Fiche technique et Distribution.
Tu ne mentiras point (Small Things Like These) est un film belgo-américano-irlandais réalisé par Tim Mielants et sorti en 2024. Il s'agit d'une adaptation du roman Ce genre de petites choses de Claire Keegan qui revient sur les couvents de la Madeleine en Irlande.
Il est présenté en avant-première à la Berlinale 2024.

## Synopsis
Noël 1985, en Irlande. Bill Furlong, charbonnier, marié et père de cinq filles, découvre ce qui se passe réellement dans le couvent de sa ville.

## Fiche technique
Sauf indication contraire, les informations mentionnées dans cette section peuvent être confirmées par la base de données cinématographiques IMDb,  présente dans la section « Liens externes ».
- Titre original : Small Things Like These
- Titre français : Tu ne mentiras point[2]
- Réalisation : Tim Mielants
- Scénario : Enda Walsh, d'après le roman Ce genre de petites choses de Claire Keegan
- Musique : Senjan Jansen
- Direction artistique : Irene O'Brien
- Costumes : Alison McCosh
- Photographie : Frank van den Eeden
- Montage: Alain Dessauvage
- Production : Matt Damon, Catherine Magee, Alan Moloney, Cillian Murphy, Jeff Robinov et Drew Vinton
- Producteurs délégués : Ben Affleck, Kevin Halloran, Michael Joe
- Coproducteurs : Susan Mullen, Gitte Nuyens, Bert Van Dael et Sasha Veneziano
- Sociétés de production : Artists Equity, Big Things Films et Wilder Content
- Société de distribution : Condor (France)
- Pays de production :  Belgique,  États-Unis,  Irlande
- Format : Couleurs - Dolby Digital
- Genre : drame historique
- Dates de sortie[3] :
  - Allemagne : 15 février 2024 (avant-première à la Berlinale)
  - États-Unis : 8 novembre 2024 (en salles)
  - France : 30 avril 2025[2]

## Distribution
- Cillian Murphy : Bill Furlong
- Eileen Walsh : Eileen Furlong
- Emily Watson : Sœur Mary
- Michelle Fairley : Mrs Wilson
- Clare Dunne (en) : Sœur Carmel
- Helen Behan : Mrs Kehoe
- Liadán Dunlea : Kathleen Furlong
- Agnes O'Casey : Sarah Furlong
- Mark McKenna : Ned
- Zara Devlin : Sarah

## Production

### Genèse et développement
En mars 2023, Ben Affleck et Matt Damon sont annoncés comme producteurs du film via leur société Artists Equity. Cillian Murphy est ensuite confirmé comme acteur principal et participe également à la production du long métrage avec Alan Moloney et leur société Big Things Films. Ciarán Hinds et Emily Watson rejoignent également la distribution. Tim Mielants est ensuite annoncé comme réalisateur, d'après un script écrit par le dramaturge irlandais Enda Walsh. Le film est une production irlandaise avec des fonds belges et américains.

### Tournage
Le tournage débute en mars 2023. Il se déroule dans le comté de Wicklow en Irlande, notamment  à New Ross.

## Distinction
- Berlinale 2024 : Ours d'argent de la meilleure performance de second rôle pour Emily Watson